# Altmann von Ölsburg
Altmann von Ölsburg (geboren im 10. Jahrhundert; gestorben zwischen 1000 und 1003) war Graf, der auf der Burg Ölsburg in Ölsburg, nahe Peine, lebte.

## Leben
Von Ölsburg gilt als Gründer des Klosters Ölsburg und des Stifts Steterburg. Er war der Initiator dieser Gründungen, obwohl diese erst nach seinem Tod von seiner Witwe und seiner Tochter umgesetzt wurden. Der Graf hatte keinen männlichen Erben und verfügte, dass zwei Drittel seiner Besitztümer zur Errichtung eines Klosters bei der Ölsburg und ein Drittel für ein Jungfrauenstift bei der Burganlage der Stederburg eingesetzt werden sollten. Die Tochter Frederunda richtete es entweder 1000 nach dem Tod des Vaters oder erst 1007 nach dem Tod der Mutter “post obitum gloriosi principis nostri Altmanni comitis et Hadewigis felicis uxoris eius” (deutsch: „Nach dem Tod unseres ruhmreichen Fürsten, Graf Altmann und seiner glücklichen Frau Hadwig“) ein, stattete das Stift mit ihrem Erbe aus und wurde dessen erste Äbtissin. Bischof Bernward von Hildesheim galt als Förderer des Stiftes. Der Name der Grafen wird teilweise auch als „von Alesburch“, „von Ohlsburg“ oder von „Olesburch“ erwähnt. Aus einer nicht mehr vorhandenen Urkunde, die ein gewisser Herr Heise 1747 in einem Aufsatz in den Braunschweigischen Anzeigen erwähnte und die im Jahr 1003 aus Anlass des Todes des Grafen ausgestellt worden sein soll, wandelte die Witwe von Ölsburg ihren Stammsitz in ein Chorherrenstift um. Der Name des Vaters des Grafen soll dort mit Bodo angegeben worden sein. Daraus wurde angeleitet, dass die Grafen von Ölsburg ursprünglich aus Bayern eingewandert waren.

## Familie
Von Ölsburg war mit Hathewig (geborene Gräfin von Assel;  vor 950 – vor 1007), einer Tochter des Grafen Eckhard I. von Assel. Sie war eine Schwester des Erzbischofs Erkanbald und Bischof Bernward von Hildesheim war ihr Vetter. Das Paar hatte mindestens eine Tochter.
- Frederunda (Friederunda oder Frederun) von Ölsburg († 16. März 1020)[6]

Widersprüchlich ist die Angabe in der hessischen Biografie, dass der Erzbischof Erkanbald (960 – 17. August 1021) ein Sohn des Grafen Altmann von Ölsburg und der Hedwig von Assel gewesen sei, der einen Sohn Lando Graf von Ölsburg hinterlassen habe.

## Angebliches Wappen
Das Wappenschild der Herren von Ohlsborg soll zwei gegeneinander aufgerichtete rote Löwen mit blauen Kronen gezeigt haben. Die Helmzier zeigte eine goldene Krone mit den beiden roten Löwen, wie sie auch im Schild sind. Dass von Ölsburg ein Graf war, wurde in der Bestätigungsurkunde Heinrichs II. für das Stift Steterburg am 24. Januar 1007 in Mühlhausen erwähnt, das angebliche Wappen scheint jedoch erfunden zu sein.